# Dombeya longibracteolata
Espèce
Classification phylogénétique
Statut de conservation UICN

 VU B2ab(iii) : Vulnérable
Dombeya longibracteolata est une espèce de plantes du genre Dombeya de la famille des Sterculiaceae.